# Psammisia falcata
Psammisia falcata är en ljungväxtart som först beskrevs av Carl Sigismund Kunth, och fick sitt nu gällande namn av Johann Friedrich Klotzsch. Psammisia falcata ingår i släktet Psammisia och familjen ljungväxter. Inga underarter finns listade i Catalogue of Life.